# Catherine Arnauld
Pour les articles homonymes, voir Arnauld et Famille Arnauld.
Catherine Arnauld (1590-1651) est une religieuse du XVIIe siècle appartenant à la grande famille Arnauld. 

## Biographie
Elle était la fille aînée de l'avocat Antoine Arnauld (1560-1619).
Elle épousa Isaac Le Maistre, conseiller du roi dont elle eut plusieurs enfants, parmi lesquels Antoine Le Maistre, Simon Le Maistre et Louis-Isaac Lemaistre de Sacy. Après le décès de son mari elle devint religieuse et se retira à Port-Royal.